# Îles Laquedives
Ne doit pas être confondu avec Lakshadweep.
Les îles Laquedives, en anglais Laccadive Islands, est un archipel d'Inde situé dans la mer des Laquedives, connu auparavant sous le nom de Laccadive, Minicoy et Amindivi Islands. C'est l’un des trois sous-groupes d’îles du territoire de Lakshadweep, en Inde. Il constitue le sous-groupe central séparé des îles Amindivi au nord  à peu près par le 11e parallèle et de l’atoll de Minicoy (Maliku) au sud du 9e parallèle. 
Ces îles se sont formées par le glissement du plateau indien au-dessus du point chaud de La Réunion il y a entre 60 et 45 millions d'années. Ce dernier forme par la suite les Maldives, l'archipel des Chagos et les Mascareignes, c'est-à-dire Rodrigues, l'île Maurice et La Réunion.

## Liste des îles
| Laccadive Islands |          |      |           |   |        |                      |
| Agatti Island (Agatti) | atoll    | 2.70 | 4.84      | 1 | 8 000  | 10° 50′ N, 73° 41′ E |
| Bangaram Island (Bangaram) | atoll    | 2.30 | 4.84      | 1 | 61     | 10° 50′ N, 73° 41′ E |
| Pitti Island 1) | islet 1) | 0.01 | 155.09 1) | 1 | –      | 10° 50′ N, 72° 38′ E |
| Androth Island (Andrott) | atoll    | 4.90 | 4.84      | 1 | 10 720 | 10° 50′ N, 73° 41′ E |
| Kavaratti Island | atoll    | 4.22 | 4.96      | 1 | 10 113 | 10° 33′ N, 72° 38′ E |
| Kalpeni Island | atoll    | 2.79 | 25.60     | 7 | 4 319  | 10° 05′ N, 73° 38′ E |
| Suheli Par | atoll    | 0.57 | 78.76     | 2 | –      | 10° 05′ N, 72° 17′ E |
| 1) L’île d’Amini et l’île Pitti se trouvent toutes deux sur le banc de Pitti, un atoll en grande partie englouti avec une zone de lagon de 155,09 km2 |          |      |           |   |        |                      |

## Histoire

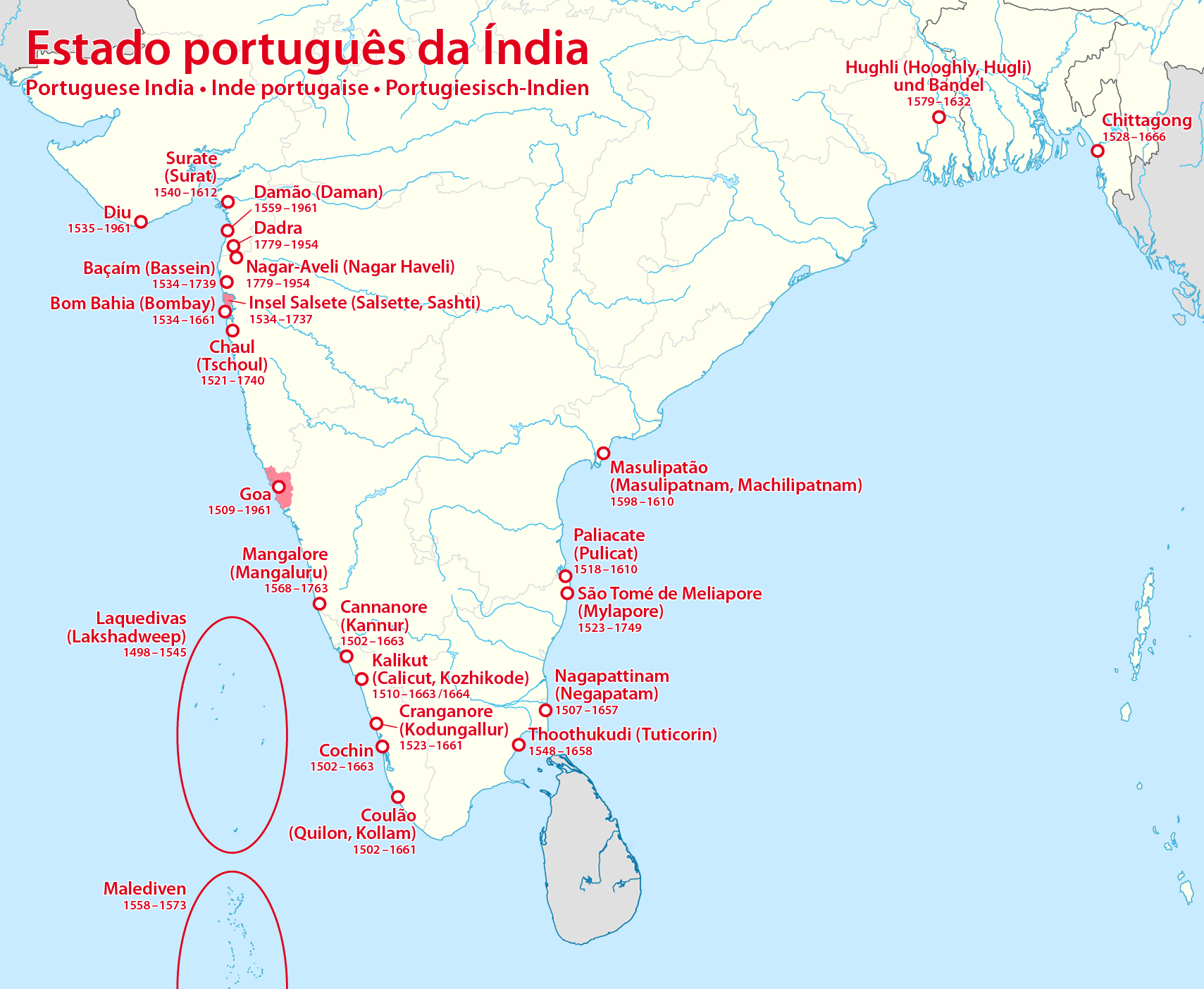
Inde portugaise.

De la même manière que les îles Amindivi plus au nord, les îles du sous-groupe Laccadive ont été colonisées dès l’Antiquité par des habitants du Kerala voisin, auxquels se sont ajoutés plus tard des migrations d’origine arabe. 
Au milieu du XVIe siècle, toutes les îles habitées des Lakshadweep se sont placées sous la domination du royaume d’Arakkal (en).
En 1784, le groupe d’îles Amindivi a rejeté la protection de Cannanore et est devenu un État vassal du royaume de Mysore. Le groupe méridional, cependant, resta fidèle à Cannanore.
Après la défaite de Tipû Sâhib et le traité de Srirangapatam de 1792, le sous-groupe sud a été autorisé par la Compagnie des Indes orientales à rester sous la domination du royaume de Cannanore en échange d’un tribut annuel de 15 000 roupies. Comme les paiements des tributaires étaient souvent en retard, les îles ont été placées sous la domination directe du gouvernement britannique, d’abord entre 1855 et 1860, puis finalement ont été annexées en 1877 en vertu de la doctrine de la déchéance, devenant rattachées au district de Malabar.